# Trade Dollar
Der Begriff Trade Dollar bezeichnet verschiedene zum Zwecke des Handels mit Südostasien geprägte Handelsmünzen Frankreichs, Japans, des Vereinigten Königreichs und der Vereinigten Staaten von Amerika, z. B. den Britischen Handelsdollar.